# Basse Normandie (film)
Pour plus de détails, voir Fiche technique et Distribution.
Basse Normandie est un film français réalisé par Patricia Mazuy et Simon Reggiani, sorti en 2004.

## Synopsis
Un homme va lire Les Carnets du sous-sol au Salon de l'agriculture 2003.

## Fiche technique
- Titre : Basse Normandie
- Réalisation : Patricia Mazuy et Simon Reggiani
- Scénario : Patricia Mazuy et Simon Reggiani
- Photographie : Lena Rouxel et Mohammed Siad
- Son : Hélène Ducret et Samuel Mittelman
- Montage : Mathilde Muyard
- Production : Tact et sentiments - Maïa Films - M.P Productions
- Pays d'origine :  France
- Genre : documentaire, comédie dramatique
- Durée : 117 minutes
- Date de sortie : France, 13 octobre 2004

## Distribution
- Simon Reggiani
- Patricia Mazuy
- Bernard Maurel
- Thierry Duhazé
- Michel Thoury
- Lionel Duhazé
- Pascal Guimard

## Sélection
- 2005 : Festival de Venise (sélection officielle)[1]